# Iván Castillo
Iván Sabino Castillo Salinas (Coripata, 11 de julho de 1970) é um ex-futebolista boliviano. Disputou quatro edições da Copa América pela Seleção Boliviana.

## Carreira
Em clubes, militou com as camisas de Bolívar, Gimnasia de Jujuy e La Paz. Deixou os gramados em 2007.
É o irmão mais novo de Ramiro Castillo, meio-campista que defendeu a Bolívia na Copa de 1994, falecido em 1997, e que também jogou quatro Copas América.

## Títulos
Seleção Boliviana
- Copa América de 1997: 2º Lugar